# Station Brough
Brough is een spoorwegstation van National Rail in Brough, East Riding of Yorkshire in Engeland. Het station is eigendom van Network Rail en wordt beheerd door First TransPennine Express. 